# دانیکا پاتریک
دانیکا پاتریک (به انگلیسی: Danica Patrick) (زاده ۲۵ مارس ۱۹۸۲) رانندهٔ زن مسابقه اتومبیل‌رانی، مدل و سخنگوی تبلیغاتی آمریکایی است.